# Haddon King
Haddon Rymer Forrester King (* 4. Februar 1905 in Georgetown (Guyana); † 11. März 1990 in Brisbane) war ein australischer Geologe.
Haddon King begann als Landvermesser in British Guyana (Lizenz 1929). Er ging zum Bergbau-Studium an die University of Toronto mit dem Bachelor-Abschluss 1934 und suchte nach Mineralien in den Bergbauregionen von Timmins und Sudbury in Kanada. 1934 ging er für die gerade gegründete Western Mining Corporation in den Westen Australiens und wurde 1936 Senior Geologist. Dabei trug er durch Entdeckung neuer Goldvorräte auch zur Weiterführung des Goldbergbaus in Norseman bei. Im Zweiten Weltkrieg diente er ab 1942 in der australischen Armee unter anderem auf Bougainville. 1946 wurde er Chefgeologe der Zinc Corporation in Broken Hill und 1953 Chefgeologe von Consolidated Zinc in Melbourne und als diese 1962 von Rio Tinto übernommen wurde als Teil von Conzinc Rio Tinto of Australia (CRA) Leiter der Exploration. Er beaufsichtigte die Erkundung der gewaltigen Eisenerzvorkommen in den Hamersley Ranges und der Panguna-Kupfervorkommen auf Bougainville. Ab 1965 leitete er das Baas Becking Geobiological Laboratory (von Lourens Gerhard Marinus Baas Becking). 1970 ging er in den Ruhestand und arbeitete als freischaffender Berater.
King ist vor allem dafür bekannt, dass er den sedimentären, syngenetischen Ursprung der Erzlagerstätten von Broken Hill und ähnlicher Lagerstätten erkannte, was seinerzeit auf heftigen Widerspruch stieß (man vermutete eher einen sekundären (epigenetischen) Ursprung durch Eindringen metallischer Lösungen in das Sedimentgestein). Seine These fand erst stärkere Unterstützung durch den Nachweis der rezenten Ablagerung von Sulfiden durch Bakterien im Meerwasser durch Lourens Baas Becking. In Broken-Hill sind Blei-Zink-Sulfide in rund 1,8 Milliarden Jahre altem Gneis eingelagert. Sie wird heute überwiegend als Sedimentär-exhalative Lagerstätte betrachtet und gilt dafür als Prototyp. Die Broken Hill Mine wurde intensiv untersucht und ihre Entstehung war Gegenstand heftiger Kontroversen (früher angenommene epigenetische gegen heute überwiegend angenommene syngenetische  Entstehung gleichzeitig mit dem Wirtsgestein).
1971 erhielt er die Penrose-Goldmedaille, 1972 die Clarke-Medaille der Royal Society of New South Wales, 1973 die Medaille des Australasian Institute of Mining and Metallurgy und 1984 die W. R. Browne Medal der Geological Society of Australia. 1975 wurde er Ehrendoktor der University of New England.
King war zweimal (1937, 1969) verheiratet und hatte zwei Töchter.
Ihm zu Ehren wird die Haddon Forrester King Medal der Australian Academy of Sciences verliehen.

## Schriften (Auswahl)
- The rocks speak, 1989
- A guide to the understanding of ore reserve estimation, 1982
- A look at mineral exploration in Australia, 1967
- Uranium prospecting, 1954